# منظور الجرائم النسوي
منظور الجرائم النسوي هو منظور نسوي لعلم الإجرام، يقترح أن التضحية (عملية وقوع الشخص ضحية إيذاء لغيره) على مدى مراحل الحياة هي عامل خطر رئيسي يقود المرأة لارتكاب الجنحة.

## التضحية
للتضحية عواقب نفسية عميقة وتؤثر على التطور الاجتماعي للفرد. توجد أدلة جديرة بالاهتمام على أن التضحية نذير للتورط بارتكاب الجريمة. في حين أن التضحية عامل مؤهب لكل من السلوك الإجرامي للرجال والنساء، إلا أنها تعد مؤشرًا قويًا يمكن التنبؤ به عند النساء. على الرغم من أن كلًا من الرجال والنساء قد يتعرضون للتضحية في حياتهم، فالنساء يختبرن ويستجبن للتضحية بشكلٍ مختلف عن الرجال بسبب اللا مساواة بين الجنسين. تعاني النساء السجينات من معدلات تضحية أعلى من الرجال المسجونين والإناث عمومًا.
وكثيراً ما يُعزى سجن النساء إلى إدمان المخدرات والدعارة والانتقام من المعتدي. في حين تُوصَف هذه الصفات المعزوة على أنها جرائم، بدأت الأبحاث أيضًا في تصويرها كاستراتيجيات للنجاة في مواجهة الإيذاء. على سبيل المثال، قد تهرب الفتاة الصغيرة من سوء المعاملة المنزلي وتنتقل إلى ممارسة الدعارة كوسيلة لكسب العيش. أوجدت الأدبيات المتعلقة بالتضحية في كثيرٍ من الأحيان انقسامًا بين الضحايا والمجرمين. ومع ذلك، فهاتان المجموعتان ليستا منعزلتين كما كان مفهومًا من قبل.
حتى سبعينيات القرن الماضي، لم يتم تحليل التضحية والصدمات وسوء المعاملة في الماضي كعوامل يمكن أن تؤثر على النساء لارتكاب جرائم. وفي أوائل القرن العشرين، لم تكن السوابق الشخصية للنساء في الجريمة محورًا للبحوث. اقترحت الأدبيات المبكرة أن المرأة كانت معادية للمجتمع بسبب بيولوجيتها وبيئتها وتنشئتها الاجتماعية. على سبيل المثال، ميز عالم الجريمة تشيزري لومبروزو المجرمات عن غير المجرمات بناءً على الصفات التشريحية الجسدية. فُهِمت هذه العوامل التوضيحية المُبكرة بشكل فردي خارج السياق الاجتماعي التاريخي.

### العلاقة بالنشاط الإجرامي
توجد علاقة موثقة جيدًا بين السلوك الإجرامي والتضحية بين المجرمات. ومع ذلك، فالعمر والأنماط الجنسانية لخطر التضحية والسياق والعواقب واضحة للعيان وتتفاقم بين النساء السجينات. توجد أدلة تدعم أن النساء المتورطات في الجريمة غالبًا ما يكون لديهن تاريخٌ طويلٌ من الاعتداء البدني والجنسي. من المرجح أن تتعرض المجرمات من النساء للإساءات أكثر من المجرمين الذكور وأكثر احتمالًا أن تكون ضحية من النساء غير المذنبات. وجدت دراسة استقصائية للسكان المقدمين على تصحيح أخطائهم أن أكثر من نصف السجينات تعرضن للإيذاء البدني أو الجنسي، مقارنة بأقل من واحد من كل خمسة سجناء من الذكور.
وتشير الأدبيات إلى أن التضحية للمجرمات النساء تبدأ في كثير من الأحيان في سن مبكرة ويستمر طوال حياتها. ما يقرب من ثلثي النساء السجينات تعرضن لمرة واحدة على الأقل من سوء المعاملة في سن الحادي عشر. تفيد التقارير بأن 92% من الفتيات دون سن 18 عامًا في نظام محكمة الأحداث في كاليفورنيا تعرضن للإيذاء العاطفي أو الجنسي أو البدني. و80% من النساء السجينات في الولايات المتحدة تعرضن لسوء المعاملة الجسدية أو الجنسية في حياتهن. هذه الحياة من العنف «متغلغلة وقاسية». وتبين الأدبيات إلى أن انتشار التضحية بين النساء السجينات وتأثيره التراكمي يشير إلى أنه هو عامل رئيسي لدخول المرأة عالم الجريمة.

## ديموغرافيا التضحية
ليس المقصود من منظور المسارات النسوية الإشارة إلى أن التضحية فريد بالنسبة للمرأة. ويتناول هذا المنظور بدلاً من ذلك كيف يؤثر النوع الاجتماعي على تجربة التضحية، وكيف يمهد هذا الاختلاف في التجربة الطريق إلى الجريمة بالنسبة للنساء. يتشكل خطر تعرض الفرد للتضحية من خلال المحيط البيئي والشبكات الاجتماعية والديموغرافيا. يؤكد الباحثون في دورة الحياة على أن الناس يتعرضون للعنف بدرجات مختلفة بناءً على مكان تواجدهم والظروف الاجتماعية والاقتصادية واختيارات نمط الحياة. وفقًا لمنظور التعرض لأسلوب الحياة، فإن السمات الاجتماعية الديموغرافية تؤدي إلى اختلافات في نمط الحياة والتي قد تعرض الفرد لخطر متزايد للتضحية. على سبيل المثال، من المحتمل أن شخصًا من منطقة منخفضة الدخل يقضي وقتًا في الأماكن العامة في الليل وبين الغرباء ويواجه مجرمين، وبالتالي يكون أكثر عرضةً للإيذاء.

### العمر
يرتبط العمر بشدة بمخاطر التضحية، خاصة فيما يتعلق بالممتلكات وجرائم العنف. تتركز التضحية في وقت مبكر من الحياة. الأصغر سنًا أكثر عرضةً لتجربة التضحية العنيفة من كبار السن. يكون خطر التضحية في أوجِه بين سن 16 و 19 عامًا، ووفقًا للمسح الوطني لضحايا التضحية، يزيد خطر الإيذاء بنسبة 8% من سن 12 إلى 15 ومن 16 إلى 19. يعزو منظور نظرية احتمالية ارتكاب الجريمة هذا التوجه إلى الطريقة التي تُنظَم بها الأنشطة الاجتماعية حسب العمر. من المرجح أن يكون الشباب في مواقف يمكن أن يتعرضوا فيها للمجرمين، أو يشاركوا في أنشطة يمكن استهدافهم فيها بسهولة.
وللسن المبكرة التي يكون فيها ذروة خطر التضحية آثارًا جمّةً على التطور النفسي والاجتماعي للضحية. الطفولة فترةٌ حرجةٌ من النمو، ومن المرجح أن يتورط الأطفال الضحايا -وفقًا لفرضية دورة العنف- في جرائم العنف في المستقبل. وبالتالي فإن التضحية أثناء سنوات التطور لديها القدرة على تشويش النضج الطبيعي للفرد، وتشكيل النهج الذي قد يتخذه هذا الفرد، بما في ذلك الطريق إلى السجن.

### نوع الجنس
يشكل نوع الجنس خطرًا وسياقًا ونتائج مختلفة للتضحية. وفقًا للإحصاءات الحكومية، وباستثناء الاغتصاب، يكون الرجال أكثر عرضة من النساء ليكونوا ضحايا لجرائم العنف. ومع ذلك، فالمرأة لا تحصل على تمثيل كاف كضحية في البيانات الرسمية، وغالبًا ما تكون أكثر استهدافًا لأنواع معينة من التضحية، مثل الاغتصاب والعنف الأسري. من المُرجَّح أن تكون النساء ضحايا الإساءة للأطفال أكثر من الرجال وأكثر عرضةً للإيذاء في سن مبكرة.
وتؤثر الطريقة التي تجري بها التضحية على نوع الجنس أيضًا في كيفية تجربة المرأة والاستجابة للتضحية . وعلى الرغم من أن التضحية أثناء مرحلة الطفولة أو المراهقة مؤشر للتنبؤ بارتكاب الجريمة بين الإناث والذكور، تشير الأدبيات إلى أنها مؤشر أقوى للتنبؤ بالنسبة للإناث. يقدم الباحثون تفسيراتٍ متعددةٍ لماذا يكون للتضحية مثل هذا التأثير البارز على جنوح المرأة في المستقبل. تكبر الفتيات في ما تصفه النسوية ميدا تشيسني-ليند بأنه «عالم مختلف» عن عالم الفتيان، وبالتالي فهن يختبرن شكلًا مختلفًا من أشكال التنشئة الاجتماعية. ويجادل علماء الإجرام النسائي بأن النساء يتكيفن مع الصدمات بشكلٍ مختلف عن الرجال بسبب عدم وجود المساواة بين الجنسين. تميل النساء إلى الحصول على فرصٍ محدودةٍ للتعامل مع الضغوط علنًا. وبدلًا من ذلك، يُعتقَد أن النساء يستوعبن الصدمات كمشاعر لا قيمة لها أو بالخوف أو الحزن. ونتيجةً لذلك، يُضخَّم التأثير السلبي للإرهاق على النساء. وتقترح الأدبيات أن التوقعات الجنسانية وأدوار الجنسين تحدد أيضًا كيف تؤثر الصدمات على النساء بشكل مختلف عن الرجال. على سبيل المثال، يعلم المجتمع النساء أنهن عظيمات بقوة شبكاتهن العائلية والاجتماعية. ومع ذلك، فإن العلاقات الشخصية السيئة هي عامل خطر أقوى للجرائم الأنثوية من الذكورية. تجادل نظريات الصدمات بأن الصدمات نادرًا ما تُعالَج مهنيًا. لذلك قد تتكيف المرأة مع التضحية من خلال التحول إلى أنشطة أو مواد مثل المخدرات. ويمكن تأطير هذه الجرائم كاستراتيجيات للمواجهة.

### التضحية المتعددة
يشير مصطلح التضحية المتعددة إلى التعرض لأحداث مختلفة ومتزامنة من التضحية. نجت معظم النساء السجينات اللاتي عانين من التضحية من صدمات متعددة على مدى حياتهن. هذه الصدمات المتكررة لها تأثير تراكمي. هناك عدد كبير متفاوت من الضحايا الذين يعانون من التضحية المتعددة. النساء أكثر عرضة للتضحية المتعددة من الرجال. هذا على الأرجح لأن الإناث أكثر عرضة للتضحية من الذكور، ويجدن أنفسهن في علاقات مؤذية من الطفولة إلى مرحلة البلوغ.
اعترفت الأبحاث بانتشار وتزايد عواقب تكرار التضحية. يمكن للتضحية المتعددة أن تعرقل علاقات متعددة وجوانب من حياة المرأة. يمكن للتداعيات الناتجة عن هذه الاضطرابات أن تدفع المرأة بعيدًا عن «مسار الحياة الطبيعية». توجد أدلة على أن الصدمات القاسية في المراحل المبكرة من حياة الفتاة الصغيرة يمكن أن تدفعها إلى التصرف الإجرامي أو «بعيدًا عن الاتجاه السائد».

### الطرق الرئيسة من التضحية إلى الجريمة
يكون للتضحية على النساء آثار مباشرة وغير مباشرة تتعلق بالسلوك الإجرامي للنساء. من بين العديد من تجارب الصدمات التي تعرضت لها المجرمات في حياتهن، يكون لإساءة معاملة الأطفال وإساءة معاملة الشريك ارتباطات موثقة جيدًا مع السلوك الإجرامي للإناث. 

#### سوء معاملة الأطفال
النساء اللواتي قمن بجنوح الأحداث كن أكثر تعرضًا للإيذاء الجنسي أو البدني من الذكور الجانحين. تعرضت 82% من النساء السجينات اللاتي قابلتهن براون وميلر وماجوين في إصلاحية بيدفورد هيلز عالية الأمان للتضحية خلال الطفولة، وتعرض حوالي 60% منهن للاعتداء الجنسي من شخصية أبوية. تشير الأبحاث إلى أن الفتيات يتعرضن للإساءة -بدنيًا وجنسيًا- بشكل مختلف عن الذكور. على سبيل المثال، من المرجح أن تكون الفتيات قد تعرضن للاعتداء الجنسي، وأقل عرضة للإيذاء الجسدي.
تعتبر التضحية في مرحلة الطفولة مؤشرًا قويًا للتنبؤ بالسلوك الإجرامي وقضايا الصحة العقلية في المستقبل. نظرًا للاختلافات بين الجنسين في تجربة إساءة معاملة الأطفال، فإن العلاقة بين إساءة معاملة الأطفال والجنوح مميزة أيضًا للذكور والإناث. وفقًا للبيانات التي جُمعت من بيانات تقييم محكمة الأحداث في ولاية واشنطن، فإن الاعتداء الجسدي على الأطفال يعد مؤشرًا قويًا يتنبأ بسلوك المرأة العنيف. ومع ذلك لا يوجد سوى القليل من الأبحاث حول الآلية المحددة التي تربط بين التضحية في مرحلة الطفولة والسلوك الإجرامي.
يدرك علماء الإجرام النسائي التضحية في مرحلة الطفولة كموضوع منظم طوال حياة النساء السجينات. الآثار طويلة الأمد للتضحية في مرحلة الطفولة ضرورية لفهم كيف تصبح النساء سجينات. بالنسبة لبعض النساء، ترتبط التضحية في مرحلة الطفولة ارتباطًا مباشرًا بتورطهن في الجريمة. في هذه الحالات، قد يحصل «سوء التعامل الاجتماعي» مع الأطفال من مقدمي الرعاية الذين يقدمون لهم العقاقير أو يجبرونهم على السرقة أو استغلالهم كبغايا.
التضحية في مرحلة الطفولة لها أيضًا صِلات غير مباشرة بارتكاب المخالفات في المستقبل. توجد أدلة على أن الفتيات اللاتي يواجهن أذى من أسرهن يتعرضن لخطر أكبر للهروب قبل البلوغ، وبالتالي يتعرضن لخطر متزايد بالتورط في المخدرات أو الدعارة. ذكرت غالبية النساء الجانحات أن اعتقالهن الأول كان بسبب هروبهن من منزل تعرضن فيه للإساءة. أصبحت الدعارة وجرائم الممتلكات وتوزيع المخدرات وسيلة للبقاء على قيد الحياة بالنسبة للشابات الهاربات. بالإضافة إلى ذلك، فإن النساء اللاتي تعرضن للإيذاء الجسدي أو الجنسي وهن أطفال من قبل وكيل البيت، معرضات لخطر كبير من تعاطي المخدرات والإدمان. تعتمد بعض النساء الشابات على المخدرات لحجر عواطفهن من تاريخهن المجروح. تورّط النساء في المخدرات أو الدعارة يزيد بشكل كبير من احتمالية الاعتقال أو السجن.